# Badr Hari
Badr Hari, (Amsterdam, 8. prosinca 1984.), je nizozemsko-marokanski kickboksač na međunarodnom elitnom nivou. Poznat je također i pod nazivom Badr "The golden boy" Hari. 
Bio je prvak u teškoj kategoriji u K-1 a bio je finalist K-1 World GP 2008. Izgubio je K1 naslov zbog nesportskog ponašanja protiv 
Remya Bonjaskyog. Badr Hari je od 66 susreta imao 60 pobjeda, 5 poraza, 1 neriješen rezultat. 

## Vanjske poveznice
- Službena stranica